# Roc

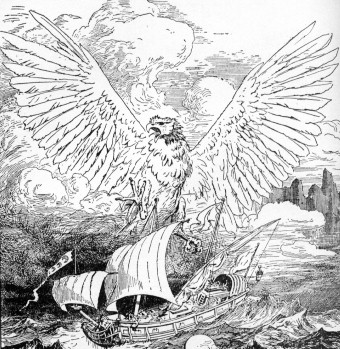
Un roc nell'atto di distruggere la nave di Sindbad

Il roc o ruc (dal persiano رخ rokh ) è un uccello mitologico dal piumaggio bianco, di proporzioni e forza tali da permettergli di ghermire e mangiare anche elefanti.

## Origine del mito
L'origine del mito del roc non è nota, ed è possibile che sia fondata su un uccello realmente esistito, essendoci riferimenti ad esso da parte di autori vicino-orientali fin dall'VIII secolo. Ci sono inoltre resoconti dell'avvistamento dell'uccello nell'Oceano Indiano da parte di un viaggiatore inglese che risalgono al XVI secolo. Secondo quanto ha tramandato Marco Polo, il roc indiano sarebbe sempre di color bianco, la lunghezza delle ali spiegate sarebbe di 16 passi (circa 12 metri) e quelle delle sue penne di 8 passi (circa 6 metri).

## Il roc in Europa e nelle Mille e una notte

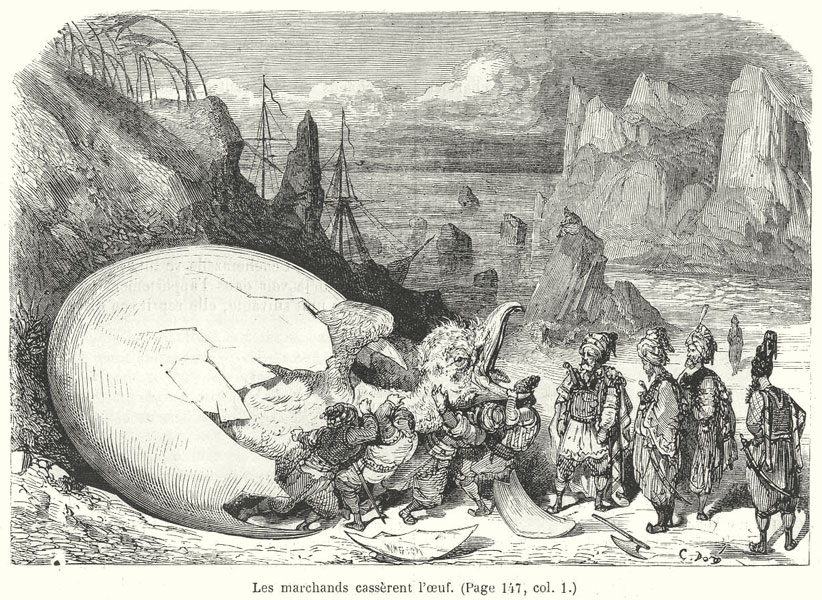
Mercanti rompono un uovo di roc, Le Magasin pitoresque, Parigi, 1865

Il roc è noto con questo nome, in Occidente, soprattutto attraverso il racconto di Sindbad il marinaio, una tarda aggiunta a Le mille e una notte. La leggenda era però già molto diffusa nell'Est. In tempi successivi l'habitat dell'uccello fu posto nel Madagascar, da dove venivano importate con il nome di "piume di roc" le gigantesche fronde della palma da rafia, dall'aspetto molto simile a quello delle penne di uccelli.
Nel racconto Sindbad, perdutosi in un'isola, scorge una grande cupola e vi si dirige. Il giorno dopo si accorge che la cupola è in realtà un grosso uovo e che la nuvola che appare su di lui non è altri che il mitologico uccello roc. Appesosi ad una zampa dell'uccello, Sindbad farà un viaggio in cielo senza che il roc si accorga di niente. Così apprende che il roc per nutrire i suoi piccoli porta loro degli elefanti. Nel racconto il roc appare di colore bianco, misura 18 metri di lunghezza e sarebbe originario del Mare Muhit (lett. "Mare Oceano"), collocato nel Mar Mediterraneo.
Nell'epilogo di un'altra celebre fiaba, Aladino e la lampada meravigliosa, il fratello del negromante ucciso dal protagonista, sostituitosi a una pia donna lo spinge con l'inganno a chiedere al Jinn della lampada un uovo di Roc, perché lo appenda al soffitto del suo magnifico palazzo. Questo suscita le ire del genio, poiché questo significherebbe uccidere e dileggiare il dio infernale di tutti i Jinn. In questo caso il Roc viene dunque sincretizzato con la figura di Simurg, dio della mitologia Persiana parimenti rappresentato come un gigantesco uccello.

## Tentativi di identificazione
Alcuni hanno voluto collegare la leggenda del roc a uccelli giganteschi realmente esistiti. Nel 1990, in Madagascar, sono stati ritrovati i resti di un gigantesco uovo di quello che potrebbe essere stato un uccello delle proporzioni del roc. Di fatto, sempre in Madagascar, è accertata la presenza di un gigantesco uccello chiamato "uccello elefante" (Aepyornis maximus), estintosi solo nel XVI secolo e che non era però in grado di volare. Non vi sono tuttavia elementi che indicano che tale uccello abbia dato origine a queste leggende, o tanto meno che esistesse un suo "parente" ancora più grande.

## Nella cultura di massa

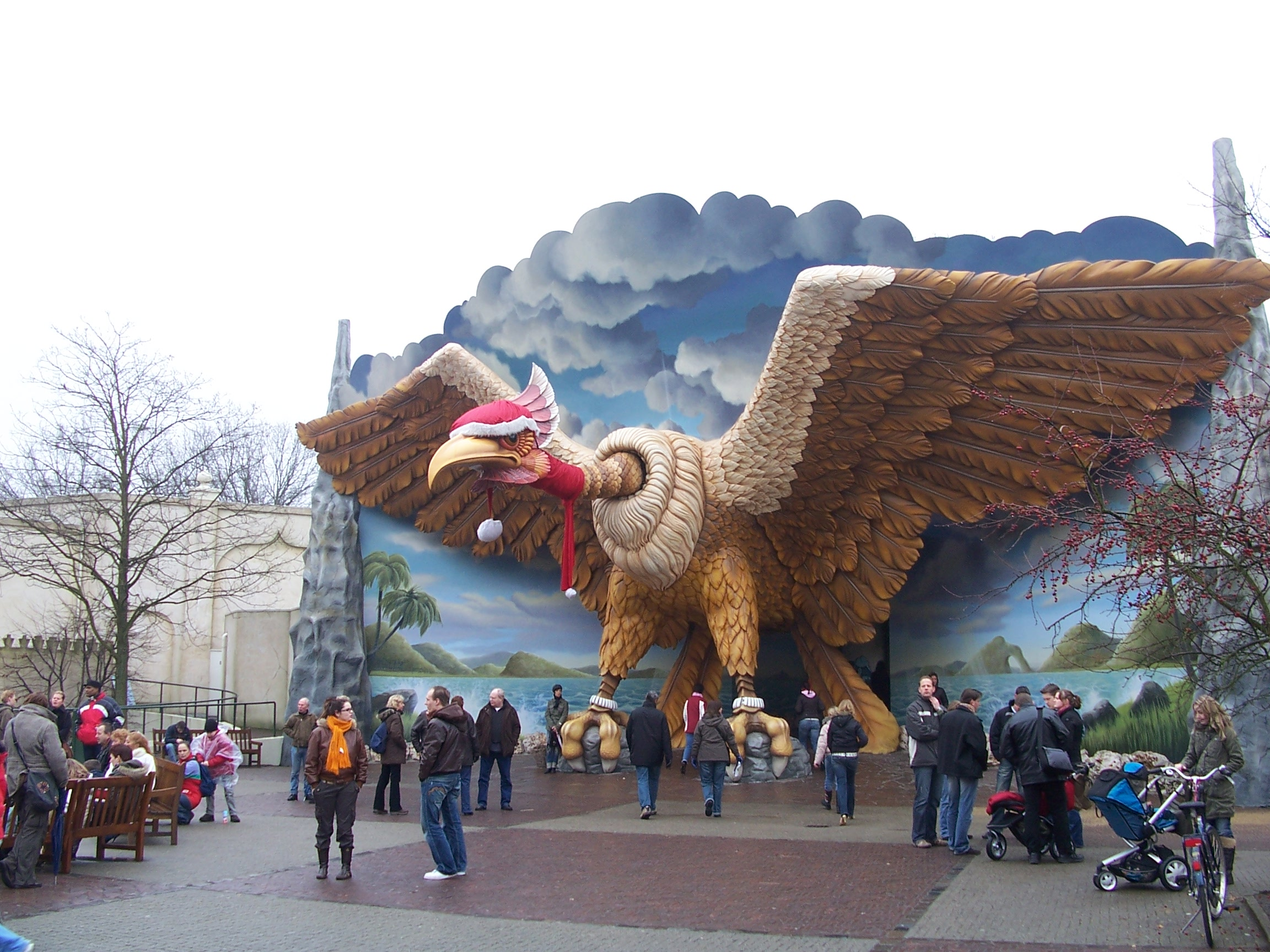
Rappresentazione del roc al Vogel Rok, un'attrazione nel parco divertimenti di Efteling, Paesi Bassi

La figura del roc, analogamente a quella di molte altre bestie leggendarie, è stata ampiamente ripresa in varie opere moderne, principalmente di genere fantasy. Dei roc (il cui aspetto può anche non essere del tutto fedele all'originale) sono presenti ne Le mille e una notte (alla cinquantasettesima notte), nella saga di Shannara, nel Il 7º viaggio di Sinbad, nelle ambientazioni di Dungeons & Dragons e in World of Warcraft, Age of Mythology, Magi: The Labyrinth of Magic, Magic: l'Adunanza e Yu-Gi-Oh!. Il Pokémon Articuno è ispirato al roc, che appare anche nei film d'animazione Sinbad - La leggenda dei sette mari e Winx Club - Il segreto del regno perduto. Non meno importante, nel secondo capitolo della trilogia di Bartimeus scritta da Jonathan Stroud, il demone-jinn sopra citato prende talvolta le sembianze del mitologico uccello, che viene questa volta descritto con piume rosse, il suo nido grande come un acre, le sue uova enormi cupole bianche visibili dal mare aperto.